# Elzenperforeerzwam
De elzenperforeerzwam (Alnecium auctum) is een schimmel behorend tot de orde Diaporthales. De familie is nog niet met zekerheid bepaald (incertae sedis). Hij leeft saprotroof op hout. Hij komt voor op dode takken van elzen  (Alnus).

## Verspreiding
In Nederland komt de elzenperforeerzwam uiterst zeldzaam voor.